# G. J. G. Motor Car Company
G. J. G. Motor Car Company war ein US-amerikanischer Hersteller von Automobilen.

## Unternehmensgeschichte
George John Grossman betrieb seit 1907 die Mammoth Garage in White Plains im US-Bundesstaat New York. Er verkaufte Fahrzeuge von Cadillac.
1909 gründete er ein separates Unternehmen zur Fahrzeugproduktion in der gleichen Stadt. Seine Frau Matilda und seine beiden Söhne waren ebenfalls beteiligt. Die Produktion von Automobilen begann, die als GJG vermarktet wurden. GJG stand für die Initialen von Grossman. Im September 1913 kündigte er an, das Werk zu verkaufen und an einem besser geeigneten Ort im Mittleren Westen weitermachen zu wollen. Aus diesen Plänen wurde nichts. Anfang 1914 entstanden die letzten Fahrzeuge in Handarbeit in einem kleinen Bereich des Werks in White Plains.
Grossman gab an, mit der Fahrzeugproduktion kein Geld verdient zu haben.
Außerdem fertigte Grossman Fahrzeuge für die Allen-Kingston Motor Car Company.

## Fahrzeuge
Alle Fahrzeuge hatten Vierzylindermotoren. Abgesehen vom letzten Produktionsjahr 1914 standen immer ein kleineres und schwächeres sowie ein größeres und stärkeres Modell im Sortiment.
Von 1909 bis 1911 gab es den Junior. Sein Motor leistete 26 PS. Das Fahrgestell hatte 264 cm Radstand. Einziger Aufbau war ein Tourenwagen mit fünf Sitzen. Außerdem gab es den 36,1 HP. Er hatte einen Motor mit 36,1 PS. Der Radstand betrug 307 cm. Überliefert sind Pirate Roadster mit zwei Sitzen, Scout Tourenwagen mit vier Sitzen, Comfort Tourenwagen mit fünf Sitzen und Carryall Tourenwagen mit sieben Sitzen.
1912 änderten sich beim Junior nur die Aufbauten. Zur Wahl standen Raceabout, Runabout und Fore-Door-Runabout mit jeweils zwei Sitzen und ein Tourenwagen mit fünf Sitzen. Das stärkere Modell wurde nun Senior genannt. Die Motorleistung war auf 42 PS gesteigert worden. Ihn gab es als Speedster mit zwei Sitzen, Pirate Roadster mit zwei Sitzen, Scout Gunboat mit vier Sitzen und Comfort Tourenwagen mit fünf Sitzen.
1913 bestand die einzige Änderung darin, dass für den Senior für die Aufbauten als Speedster und Pirate Runabout keine Sitzplätze mehr angegeben waren.
1914 war der 36 HP das einzige Modell. Sein Motor leistete 36 PS. Der Radstand von 307 cm entsprach dem bisherigen Senior. Die Fahrzeuge waren als Speedster mit zwei Sitzen karosseriert.

## Modellübersicht
| Jahr      | Modell  | Zylinder | Leistung (PS) | Radstand (cm) | Aufbau |
| --------- | ------- | -------- | ------------- | ------------- | --- |
| 1909–1911 | Junior  | 4        | 26            | 264           | Tourenwagen 5-sitzig                                                                                              |
| 1909–1911 | 36,1 HP | 4        | 36,1          | 307           | Pirate Roadster 2-sitzig, Scout Tourenwagen 4-sitzig, Comfort Tourenwagen 5-sitzig, Carryall Tourenwagen 7-sitzig |
| 1912      | Junior  | 4        | 26            | 264           | Raceabout 2-sitzig, Runabout 2-sitzig, Fore-Door Runabout 2-sitzig, Tourenwagen 5-sitzig                          |
| 1912      | Senior  | 4        | 42            | 307           | Speedster 2-sitzig, Pirate Runabout 2-sitzig, Scout Gunboat 4-sitzig, Comfort Tourenwagen 5-sitzig                |
| 1913      | Junior  | 4        | 26            | 264           | Raceabout 2-sitzig, Runabout 2-sitzig, Fore-Door Runabout 2-sitzig, Tourenwagen 5-sitzig                          |
| 1913      | Senior  | 4        | 42            | 307           | Speedster, Pirate Runabout, Scout Gunboat 4-sitzig, Comfort Tourenwagen 5-sitzig                                  |
| 1914      | 36 HP   | 4        | 36            | 307           | Speedster 2-sitzig                                                                                                |